# Mar dels Cosmonautes

Mars de l'Antàrtida, amb la ubicació del mar dels Cosmonautes

El Mar dels Cosmonautes, és un mar que forma part de l'oceà Antàrtic a l'exterior de la Costa del Príncep Olav i la Terra Enderby, a l'Antàrtida, entre els meridians terrestres 30°E i 50°E. Ocupa una superfície d'uns 699.000 km².
A l'est del mar dels Cosmonautes es troba el Mar de Cooperació, i a l'oest el Mar de Riiser-Larsen.